# 로이 리히텐슈타인
로이 폭스 리히텐슈타인(영어: Roy Fox Lichtenstein 로이 폭스 릭턴스타인[*] /ˈlɪktənˌstaɪn/, 1923년 10월 27일 ~ 1997년 9월 29일)은 미국의 팝 아티스트였다. 1960년대에는 앤디 워홀, 재스퍼 존스, 제임스 로젠퀴스트 등의 예술가들 사이에서 그는 새로운 미술 운동의 주도적인 인물이 되었다. 그의 작품은 패러디를 통해 팝아트의 전제를 규정했다. 만화에 영감을 받은 리히텐슈타인은 작품들이 종종 장난스러운 방식으로 모방되는 동안에 문서화된 정확한 구도를 만들어냈다. 그의 작품은 인기있는 광고와 만화책 스타일에 영향을 받았다. 그는 팝아트가 '미국 그림 (American painting)' 이 아니라 '산업 그림 (industrial painting)'이라고 묘사했다. 그의 작품들은 뉴욕에 있는 레오 카스텔리 갤러리 (Leo Castelli Gallery)에 전시되었다.
〈꽝!〉, 〈익사하는 여자〉(Drowning Girl)는 보통 리히텐슈타인의 가장 유명한 작품들로서 간주되고 세 번째를 들자면 〈오, 제프...나도 사랑해요, 하지만...〉(Oh, Jeff...I Love You, Too...But...)이 있다. 그의 가장 비싼 작품 〈걸작〉(Masterpiece)은 2017년에 1억 6500만달러(한화 약 1970억)에 판매가 되었다.

## 두각
1960년에 그는 럿거스 대학교에서 강의를 시작하였고 그 곳에서 이 대학의 교사였던 앨런 캐프로(Allan Kaprow)의 영향을 많이 받게 되었다. 이러한 환경은 그의 팝아트 이미지에 대한 관심을 다시 불러일으키는 데 도움이 되었다. 1961년, 리히텐슈타인은 상업 인쇄의 출현으로부터 파생된 만화 이미지와 기법을 이용한 첫 팝아트 그림들을 그리기 시작했다. 이 시기는 1965년까지 지속되었으며 이는 소비자주의와 가사일을 암시하는 광고 이미지의 사용을 포함한다. 철저하게 묘사된 구상과 벤데이닷(Ben-Day dots)의 큰 스케일을 특징으로 하는 그의 첫 작품은 〈이것 좀 봐 미키〉(Look Mickey,1961년, 워싱턴 D.C. 국립 박물관)이었다. 이 작품은 그의 아들들 중 한 명이 미키 마우스 만화책을 가리키며 "장담하는데 아빠는 저렇게 잘 그리지 못할거예요, 그렇죠, 아빠?" 라고 한 말에 시작된 도전 의식에서 만들어진 것이었다. 같은 해에 그는 껌 포장지와 만화에 나오는 등장 인물로 6개의 다른 작품들을 제작했다. 
1961년에 미국-이탈리아 미술상인 레오 카스텔리(Leo Castelli)는 리히텐슈타인의 작품을 뉴욕에 있는 자신의 갤러리에서 전시하기 시작했다. 리히텐슈타인은 1962년 카스텔리 갤러리에서 그의 첫 1인 전시회를 가졌는데 그의 전 작품이 전시가 시작되기도 전에 이미 영향력 있는 콜렉터들에 의해 모두 구입되었다. 1961년과 1962년 사이에 만들어진 작품은 운동화, 골프공과 같은 단독의 가정 용품들에 초점을 맞추었다. 1963년 9월 그는 럿거스 더글러스 대학(Douglass College at Rutgers)의 교수직을 휴직했다.

## 명성
뉴욕 주립 대학을 계속했지만 도시 외곽 지역의 혹독한 겨울은 그들 부부에게 고난이 되었다.
1960년 그는 많은 영향을 받은 앨런 캐프로가 있는 러트거스 대학교에서 교편을 잡았다. 이러한 환경은 그에게 원형 대중 예술에 대한 관심을 자극하였다. 릭턴스타인이 화가가 된 계기는 좀 특별하다. 전에는 그림을 좋아하는 정도였지만 아들이 만화를 읽다가 아빤 이런 그림 못 그릴 거라는 한마디에 화가가 되어버렸다. 릭턴스타인의 대명사가 된 만화를 그린듯한 작품은 1961년에 등장한다. 그는 자신의 아이에게 미키 마우스의 만화를 그려 주었을 때에, 예술로서의 회화보다 만화가 강렬한 임펙트와 표현력을 가지고 있는 것에 깨닫게 된다. 그의 작품에서는 사물은 모두 굵은 윤곽선으로 둘러싸인 평면으로서 표현되어 있으며, 색상은 원칙으로서 삼원색을 바탕으로, 음영은 점의 대소나 밀도로 표현되고 있다. 그의 독창성은 이러한 통속적, 유형적인 표현 속에 아름다움을 찾아낸 것에 있다고 말할 수 있다. 또한 빨강, 파랑, 노랑의 삼원색과 흑백으로 한정한 색채는 모더니즘의 추상화가 피트 몬드리안의 그림에도 공통적으로 나타나고 있어, 만화의 평면성을 강조한 화면은 동일한 평면성을 강조한 추상 표현주의로부터 이어졌다고 할 수 있다

## 주요 작품
- 1961년, 《공놀이 소녀》(Girl with Ball)
- 1961년, 《이것 봐! 미키》(Look Mickey)
- 1963년, 《차 안에서》(In the Car),
- 1963년, 《꽝!》(Whaam!)
- 1963년, 《물에 빠진 소녀》(Drowning Girl)
- 1964년, 《행복한 눈물》(Happy Tears)
- 1965년, 《흰 붓자국》(White Brush Stroke I)
- 1977년, 《BMW 자동차 디자인》(BMW Car Design)
- 1992년, 《머리》(The Head)
- 시기 미상 《헤어리본을 한 소녀》

## 같이 보기
- 팝 아트